# Theridion berlandi
Theridion berlandi là một loài nhện trong họ Theridiidae.
Loài này thuộc chi Theridion. Theridion berlandi được Carl Friedrich Roewer miêu tả năm 1942.